# 慕拉士社屋
望廈社屋-望信樓（葡萄牙語：Habitação Social de Mong Há - Edf. Mong Son），工程名稱：慕拉士大馬路公共房屋、慕拉士社屋（葡萄牙語：Bairro Social da Venceslau de Morais）是澳門一個由房屋局所興建的社會房屋項目，作為望廈社屋其中一部分，位於澳門半島花地瑪堂區黑沙環慕拉士大馬路，用地前身是澳門電力轄下的澳門發電廠，由三座塔樓組成，合共提供1,590個分別為T1及T2的住宅單位，另設三層地庫公共停車場，裙樓內設有政府綜合服務中心。

## 概要
慕拉士原舊發電廠用地於2016年確定興建公共房屋，包括社會設施外，並計劃將政府綜合服務大樓辦公地點遷往該地段。初步預計該地段可以興建1000個公屋單位，當局會根據公屋數量興建相應的配套設施。興建公屋的地段近1.2萬平方米。

## 公共房屋建造工程

### 規劃、審議與評估
2016年4月4日，建設發展辦公室透露，正等待土地工務運輸局移交土地，計劃於第二季開展該社屋項目的設計招標。據了解，由於舊發電廠涉及多項設施包括其發電機組搬遷，一直停留“評估”階段沒有逍展。
2016年7月25日，澳門特區政府已計劃在位於慕拉士大馬路的舊發電廠地段，興建公共房屋及社會設施，預計提供1,000個單位，在大樓建成後考慮將位於黑沙環中街的政府綜合服務大樓遷至該處辦公。在澳門城市規劃委員會全體會議上，政府介紹該用地的規劃條件圖草案。該地塊面積接近12,000平方米，建議用作興建公共房屋、社會設施、政府綜合服務中心等用途，而樓宇最大許可高度為海拔120米，計劃興建約1,000個公屋單位。部分委員提出將原有舊發電廠設施如何做好處置，政府回應指當局日後會與相關部門協商，為配套設施制定退場計劃並逐步進行處理。至於舊發電廠的煙囪拆卸期間可能將影響周邊環境，政府指工程部門現已委託專業機構，進行發電廠拆卸前的環境影響評估。
2016年8月30日，舊澳門發電廠用地移平方面，有關探土服務項目由澳門土木工程實驗室提供。由於探土服務的執行期跨越一財政年度，故特區公報刊登行政長官批示，可與澳門土木工程實驗室訂立提供“慕拉士大馬路公屋——探土”服務的合同，金額573萬1,550元，並分兩年支付。
2016年12月5日，運輸工務司司長羅立文表示，慕拉士大馬路的舊電廠將拆建成約1,000個社屋單位，由於在拆卸儲油設施和煙囪的問題，但有關社屋項目沒有落成時間表。
2017年12月7日，澳門立法會第一常設委員會首度與政府官員細則性討論“社屋法”，當中慕拉士大馬路的舊電廠地段將興建1,500個社會房屋單位，但當時未知戶型單位數量。會上亦透露社屋項目將興建一座行人天橋接駁至東北大馬路，日後社屋項目落成後，居民可透過群樓平台，行經螺絲山公園附近道路，步行至海富花園。換言之，居民亦可由海富花園步行至社屋平台，再經行人天橋抵達黑沙環。

### 基礎及地庫工程
2018年3月30日，慕拉士公共房屋地段已啟動前期探土工程，預計在同年第四季動工。相關土地於2018年中平整好的土地交還特區政府。
2018年5月15日，基礎及地庫建造工程進行公開開標，共收到20份標書全部被接納。工程造價介乎澳門幣三億七千五百萬至澳門幣六億三千九百多萬，工期由858工作天至1080工作天。

### 上蓋建造工程
2021年7月29日，上蓋工程於建設發展辦公室進行公開開標，共收到13份標書。經開標程序後，收到的13份標書中，11份標書被接納，1份不被接納，1份有條件被接納，但需在指定日期內補交文件。工程造價介乎澳門幣11億1千4百多萬至澳門幣14億4千萬正，工期由710工作天至755工作天。
2023年11月14日，行政長官賀一誠發表《澳門特別行政區政府2024年財政年度施政報告》中提到，慕拉士社屋項目於2024年第三季完成，提供1,590個社屋單位及800個車位。
2024年6月，上蓋工程合約竣工期完成在即，受疫情影響延誤43個工作天，最新竣工日為2024年7月，項目造價12.506億元，價格負增長為0.7%。社屋建造工程，配以巴士總站、公共停車場及社會設施等。住宅部分設於裙樓以上，分為三座塔樓。項目落成後可提供一房一廳(T1)及兩房一廳(T2)合共1,590個住宅單位，輕型汽車及電單車泊位約800個。慕拉士政府綜合服務中心擴建工程——設計連建造工程於2023年9月完成判給，11月動工，造價1,478萬元，預計同年8月完工。
2024年7月29日，慕拉士大馬路公共房屋建造工程正式竣工。

### 入伙
2024年11月27日起，房屋局按序安排合資格社屋家團簽訂租賃合同及領取單位鎖匙。望信樓共有三座，樓高24層至35層、地庫3層，提供885個一房廳（T1）單位及705個兩房廳（T2）單位，總共1,590個社屋單位。裙樓設有社會設施及商業空間，第1座2樓及第2、3座3樓為住戶使用的平台花園。

## 配套設施
據2021年7月29日上蓋工程公開開標中，裙樓部分為社會設施，地面層設巴士站，地庫設三層公共停車場，提供輕型汽車位530及電單車泊位338個。兩個巴士站於2024年4月18日起啟用，分別設於望信樓第一座對出的“慕拉士馬路／望信樓”站，以及設於望信樓地段內路原用作巴士總站的“望信樓”站。

### 公共巴士站
M49 慕拉士馬路／望信樓（Av. Venc. Morais / Edf. Mong Son）
路線：1A、2、10、28B、29
M56 望信樓（Edf. Mong Son）
路線：6A、H2

### 停車場
公共停車場於2025年4月1日起開放，作為首個試行按半小時收費模式之公共停車場，不設月票，輕型汽車日間（上午8時至晚上8時前）每半小時或不足半小時3澳門元、夜間（晚上8時至翌日上午8時前）1.5澳門元；摩托車日間每半小時或不足半小時1澳門元，夜間0.5澳門元。

### 慕拉士政府綜合服務中心
原政府綜合服務大樓將遷往位於慕拉士社屋第二座及第三座裙樓地面層及一樓的慕拉士政府綜合服務中心，面積近5,547平方米，地面層主要為公眾服務區域，一樓主要為後勤區域；服務區身份證明服務區、市政服務區、社會綜合服務區、工務及經貿服務區、社會保障服務區、居留及逗留服務區、登記服務區、稅務服務區及公證服務區等，政府24小時自助服務中心設於靠近主入口。

## 工程期間影響

### 巴士站永久停用
2019年3月1日首班車起，為配合公屋工程展開並考慮乘客的候車安全，「慕拉士／發電廠」站停用，1A、2、6A、10、28B及29路線取消停靠該站。後於2025年4月18日起恢復停靠，並更名為“慕拉士馬路／望信樓”。

### 地下管道工程
2020年8月13日，慕拉士大馬路下水道工程進行公開開標，土地工務運輸局共收到10份標書，其中有一份標書被有條件接納，其餘標書均被接納，競投造價由610多萬澳門元至910多萬澳門元不等。工程將對鄰近公共房屋範圍路段的現有公共下水道進行重整擴容，以配合慕拉士公屋落成及周邊發展需要。
2021年1月4日，慕拉士大馬路下水道工程正式動工；並於2021年1月15日起，多條巴士路線改道行駛，部份站點臨時不停靠。
2021年6月1日展開第五階段下水道工程，屆時，漁翁街與東北大馬路之間一段慕拉士大馬路，以及漁翁街近慕拉士大馬路的路段實施有限度通車；慕拉士大馬路部份咪錶泊車位及近漁翁街的電單車泊位禁止泊車。
2021年7月12日，慕拉士大馬路地下管道工程完工，原有臨時交通安排和改道措施取消。

## 外部連結
- 公共建設局-慕拉士大馬路公共房屋建造工程 - 基礎及地庫工程 （页面存档备份，存于）
- 公共建設局-慕拉士大馬路公共房屋建造工程 - 上蓋工程 （页面存档备份，存于）